# Amerika (minissérie)
Amerika é uma minissérie de televisão americana que foi transmitida em 1987 pela ABC.
A minissérie inspirou uma novelização intitulada Amerika: The Triumph of the American Spirit. Amerika foi estrelada por Kris Kristofferson, Mariel Hemingway, Sam Neill, Robert Urich, e Lara Flynn Boyle então com 17 anos de idade, em seu primeiro papel importante. "Amérika" aborda a vida nos Estados Unidos depois de um golpe de Estado arquitetado pela União Soviética.